# Lunularia capulus
Lunularia capulus är en mossdjursart som först beskrevs av Busk 1852.  Lunularia capulus ingår i släktet Lunularia och familjen Lunulariidae. Inga underarter finns listade i Catalogue of Life.